# Nevermind: It’s an Interview
Nevermind It’s an Interview – jest to jedyna oficjalna płyta CD z wywiadami zespołu grungowego Nirvana. Zawiera ona 3 ścieżki, a na każdej z nich jest wywiad z zespołem i wersje koncertowe (głównie we fragmentach) wybranych utworów. Została ona wydana na fali sukcesów Nevermind.

## Lista utworów

### Ścieżka 1
Tytuł: „Nevermind It’s an Interview, Pt.1”
- Breed
- Stay Away
- School
- Mr. Moustache
- Sifting
- In Bloom
- Spank Thru
- Floyd the Barber
- Scoff
- Love Buzz
- About a Girl (live, pełny utwór)
- Dive
- Sliver
- Aneurysm (live, pełny utwór)

### Ścieżka 2
Tytuł: „Nevermind It’s an Interview, Pt.2”
- Lithium
- Even in His Youth
- Drain You (live, pełny utwór)
- Something in the Way
- Come as You Are
- Polly
- In Bloom
- Smells Like Teen Spirit
- On a Plain (live, pełny utwór)
- Stay Away
- Endless, Nameless

### Ścieżka 3
Tytuł: „Nevermind It’s an Interview, Pt.3”
- Molly’s Lips (live)
- Stain
- School (live, pełny utwór)
- Big Cheese
- Been a Son
- Territorial Pissings (pełny utwór)
- Smells Like Teen Spirit (pełny utwór)